# Загребський кінофестиваль
Загребський кінофестиваль — міжнародний кінофестиваль, який проводиться щороку в Загребі в Хорватії. Захід був заснований в 2003 році і зосереджений на представленні та просуванні дебютних фільмів молодих режисерів.

## Нагороди

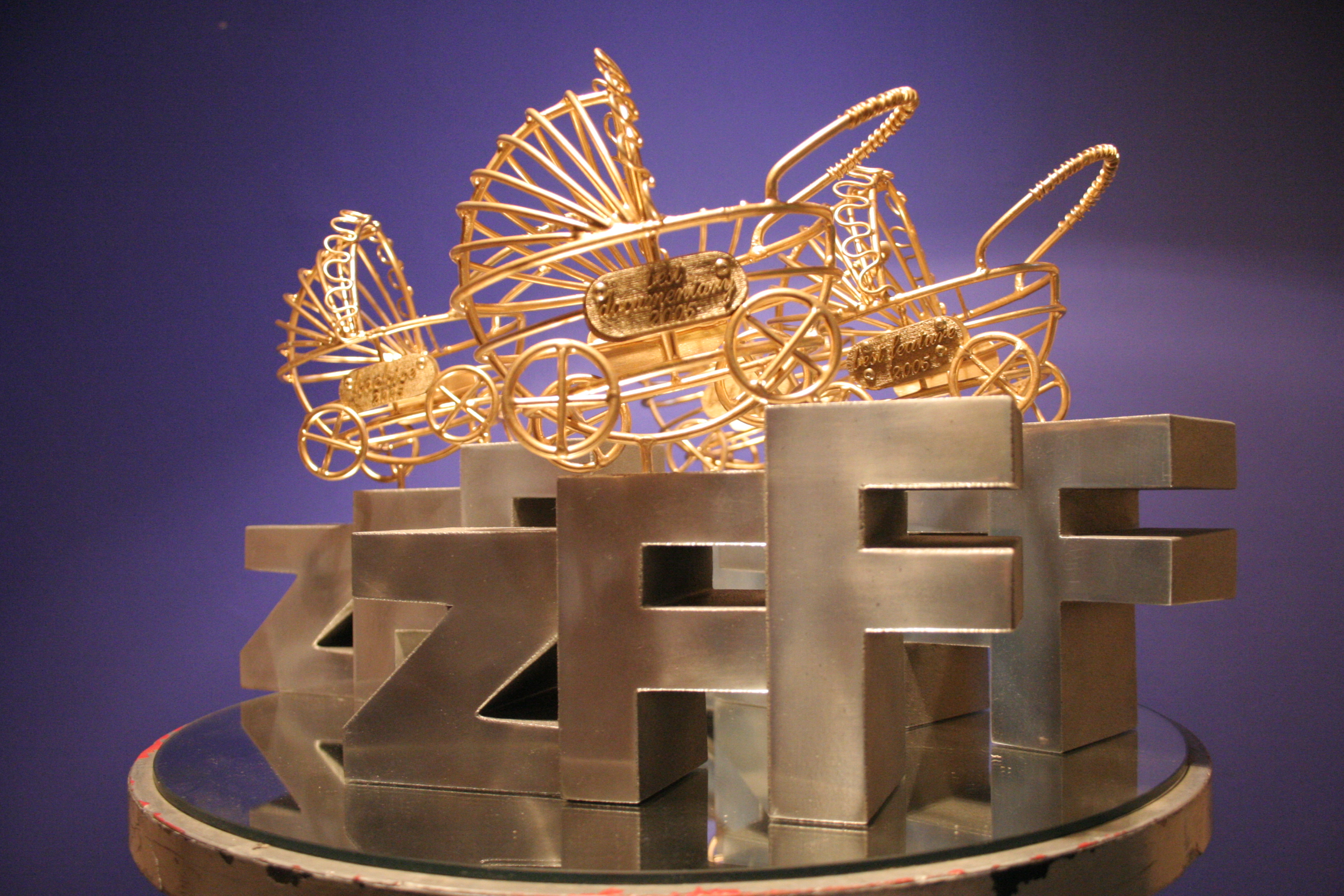
Golden Pram award

- Нагорода «Золота коляска» вручається в наступних категоріях:
  - Найкращий фільм
  - Найкращий документальний фільм
  - Найкращий короткометражний фільм
  - Найкращий хорватський фільм

- Приз аудиторії вручається найкращому фільму, за який проголосували глядачі

## Лауреати

### Найкращий фільм
| Рік  | Фільм     | Оригінальна назва | Режисер(и)  | Країна   | Дж    |
| ---- | --------- | ----------------- | ----------- | -------- | ----- |
| 2015 | Син Саула | Saul fia          | Ласло Немеш | Угорщина | [ 1 ] |